# Тюхтет (Красноярский край)
Тюхте́т — село в Тюхтетском районе Красноярского края, административный центр Тюхтетского сельсовета.

## География
Расположено на берегу реки Тюхтет (бассейн Оби), возле припоселкового соснового бора, которому присвоен статус памятника природы регионального значения, цель которого — сохранить уникальный лес. Бор также является местом отдыха для местных жителей.

## История
В Тюхтет отправляли в ссылку людей, преступивших закон, а также «неблагонадежных». В 1715 году ссыльные поселенцы из числа староверов стали основателями деревни. Затем из категории ссыльных граждан прибывало пополнение. Тюхтет был местом для поселения ссыльных до конца 1940-х годов, что не мешало селу развиваться: шла торговля, возникали ремёсла. Жители в Тюхтете и окрестных деревнях продавали излишки сельскохозяйственной продукции, которая пользовалась спросом и привлекала торговцев даже из-за границы, в основном, из Китая. Они, в свою очередь, снабжали жителей Тюхтета пряностями.
Статус районного центра Тюхтет получил в 1925 году, но большая часть социально-бытовой инфраструктуры в селе появилась в годы, когда закончилась гражданская война. До революции здесь работала лишь школа и была построена небольшая больница.

## Население
| 1939  | 1959  | 1970  | 1979  | 1989  | 2002  | 2010  |
| ----- | ----- | ----- | ----- | ----- | ----- | ----- |
| 2802  | ↗4113 | ↗5267 | ↘5182 | ↗5937 | ↘5219 | ↘4791 |
| 2021  |       |       |       |       |       |       |
| ↘4727 |       |       |       |       |       |       |

## Инфраструктура
В посёлке работает сельская администрация, ЗАГС, есть профтехучилище, действует больница (амбулатория и стационар). В общеобразовательной школе №1 села Тюхтет создан краеведческий музей. Выходит газета «Голос Тюхтета».
Ближайшие села - Пузаново (10 км), Лазарево (14 км), Георгиевка (15 км), между ними действует автобусное сообщение. Поселок находится в 279 км от Красноярска. Ближайшая железнодорожная станция в г. Боготол (линия Ачинск — Анжерская) - 42 км.
В 1996 в селе открыт православный приход, построена нарядная деревянная церковь в 2008-2009 годах. Здание возведено по проекту восьмерика на четверике, с пятигранным алтарем и шатровой звонницей над трапезной.

## Известные уроженцы
Толстихин, Алексей Иванович (1917—1992) — полный кавалер ордена Славы.